# 16 شعبان
- السبت
- الأحد
- الاثنين
- الثلاثاء
- الأربعاء
- الخميس
- الجمعة

- 2525 يناير 2025
- 2626 يناير 2025
- 2727 يناير 2025
- 2828 يناير 2025
- 2929 يناير 2025
- 3030 يناير 2025
- 131 يناير 2025
- 21 فبراير 2025
- 32 فبراير 2025
- 43 فبراير 2025
- 54 فبراير 2025
- 65 فبراير 2025
- 76 فبراير 2025
- 87 فبراير 2025
- 98 فبراير 2025
- 109 فبراير 2025
- 1110 فبراير 2025
- 1211 فبراير 2025
- 1312 فبراير 2025
- 1413 فبراير 2025
- 1514 فبراير 2025
- 1615 فبراير 2025
- 1716 فبراير 2025
- 1817 فبراير 2025
- 1918 فبراير 2025
- 2019 فبراير 2025
- 2120 فبراير 2025
- 2221 فبراير 2025
- 2322 فبراير 2025
- 2423 فبراير 2025
- 2524 فبراير 2025
- 2625 فبراير 2025
- 2726 فبراير 2025
- 2827 فبراير 2025
- 2928 فبراير 2025

16 شعبان أو 16 شعبان المُعَظّم أو يوم 16 \ 8 (اليوم السادس عشر من الشهر الثامن) هو اليوم الثالث والعُشرون بعد المائتين (223) من أيَّام السنة (أو الرابع والعُشرون بعد المائتين لو كان شهر جمادى الآخرة مُتممًا لليوم الثلاثين أو الخامس والعُشرون بعد المائتين لو أتم كلاً من صفر وربيع الآخر وجمادى الآخرة ثلاثين يوماً) وفق التقويم الهجري القمري (العربي). يبقى بعده 131 أو 132 يومًا لانتهاء السنة.

## أحداث
- 15 هـ - نهاية معركة القادسية بنصر المسلمين على الفرس.
- 1048 هـ - مقتل «طيار محمد باشا» الصدر الأعظم للدولة العثمانية أثناء حصار العثمانيين لبغداد التي استولى عليها الإيرانيون قبل نحو 14 سنة. وكان «طيار» هو رابع صدر أعظم عثماني يقتل في ساحة الحرب، وكان والده أوجار مصطفى باشا قد قتل قبل سنوات برصاصة إيرانية أثناء حصار بغداد أيضًا.
- 1307 هـ - القوات الفرنسية تغزو غرب السودان وتحتل بلدة «سيجو».
- 1379 هـ - فرنسا تقوم بأول تفجير نووي لها، وقد اختارت الجزائر التي كانت تحتلها مكانًا لإجراء التجربة وذلك كي تتجنب أي أضرار يمكن أن تنجم عنها.
- 1409 هـ - تأسيس منظمة الاتحاد العام الطلابي الحر في الجزائر.
- 1429 هـ - الرئيس الباكستاني برفيز مشرف يستقيل من منصبه بعد اشتداد الضغط السياسي المطالب باستقالته أو إقالته.
- 1431 هـ -
  - تحطم طائرة إيربلو رحلة 202 على مقربة من مدينة إسلام آباد في باكستان، مما أدى إلى مقتل 152 راكبًا كانوا على متنها.
  - جرافات إسرائيلية تهدم قرية العراقيب التي تقع شمال مدينة بئر السبع في النقب بالكامل.
- 1442 هـ - عودة الملاحة الدولية في قناة السويس بعد أن نجحت هيئة قناة السويس بإعادة تعويم سفينة الحاويات إيفرغيفن التي جنحت في القناة يوم 12 شعبان الماضي.

## مواليد
- 1258 هـ - عبد الحميد الثاني، خليفة المسلمين الثاني بعد المائة والسلطان الرابع والثلاثون من سلاطين الدولة العثمانية.
- 1293 هـ - عبد العزيز الثعالبي، سياسي تونسي.
- 1310 هـ - بيرم التونسي، شاعر مصري تونسي.
- 1349 هـ - سلطان بن عبد العزيز آل سعود، ولي عهد المملكة العربية السعودية.
- 1365 هـ - حسن البلقيه، سلطان بروناي.
- 1368 هـ - محمد عبده، مطرب سعودي.
- 1381 هـ - ميزان زين العابدين، سلطان ماليزيا الثامن عشر.
- 1382 هـ - نهى العمروسي، ممثلة مصرية.
- 1383 هـ - باسم سمرة، ممثل مصري.
- 1394 هـ - زينة ظروف، ممثلة سورية.
- 1395 هـ - مشيرة أحمد، ممثلة مصرية.
- 1399 هـ - سوسن أرشيد، ممثلة سورية.
- 1405 هـ - شوق، ممثلة كويتية.

## وفيات
- 549 هـ - أبو الحسن الدريني، عالم مسلم وشاعر عراقي.
- 609 هـ - أبو الفرج البغدادي، عالِم وفقيه عراقي.
- 1048 هـ - طيار محمد باشا، الصدر الأعظم العثماني.
- 1430 هـ -
  - طه محيي الدين معروف، سياسي عراقي.
  - علي الجندي، شاعر سوري.
- 1433 هـ - حسن يعقوب العلي، كاتب ومؤلف مسرحي كويتي.

## وصلات خارجية
- موقع قصة الإسلام: حدث في شهر شعبان.